# Linnaemya anthracina
Linnaemya anthracina är en tvåvingeart som beskrevs av Thompson 1911. Linnaemya anthracina ingår i släktet Linnaemya och familjen parasitflugor. Inga underarter finns listade i Catalogue of Life.